# Zeppelin III in Berlin am 29.8.1909
Zeppelin III in Berlin am 29.8.1909 ist ein kurzer, deutscher Dokumentar-Stummfilm aus dem Jahre 1909.

## Handlung
Gezeigt werden die von den beiden Kameraveteranen Georg Furkel und Guido Seeber hergestellten Aufnahmen eines Zeppelin-Rundflugs. Stationen sind eine Zwischenlandung in Bitterfeld, der Flug über das Tempelhofer Flugfeld und die mit höchster Präzision vollzogene Landung auf dem Tegeler Schießplatz. Man sieht Berliner Straßenszenen und die Menschenmassen, die dem über sie hinweggleitenden Luftschiff zuwinken. Eine besonders künstlerische Aufnahme entstand mit dem Blick durch den Berliner Rathausturm, auf den man den Zeppelin zufliegen sieht. Bei der vom Boden aufgenommenen Landung lässt sich die Mannschaft an Bord, die das Landungsseil in Richtung Boden abwirft, gut erkennen. Schließlich greifen die Landungsmänner am Boden das Seil und ziehen es zu seinem Ankerplatz.

## Produktionsnotizen
Zeppelin III in Berlin am 29.8.1909 wurde am besagten Augusttag in Berlin gedreht. Der 81 Meter lange Film passierte die Zensur am 15. September 1909 und wurde mutmaßlich kurz darauf uraufgeführt. In Österreich-Ungarn lief die Dokumentation nahezu zeitgleich an.

## Kritik
„Einer der gelungensten der vielen in letzter Zeit zustande gekommenen Luftschiffaufnahmen ist wohl die jüngste Aufnahme der Ankunft des Zeppelin III. in Berlin. Der … Film zeigt mit seltener Klarheit die weite Luftreise des Zeppelin […] Dieser hochaktuelle Film ist sicherlich einer der größten Attraktionen, welche der Kinematograph aufzuweisen hat.“